# 紙鶴

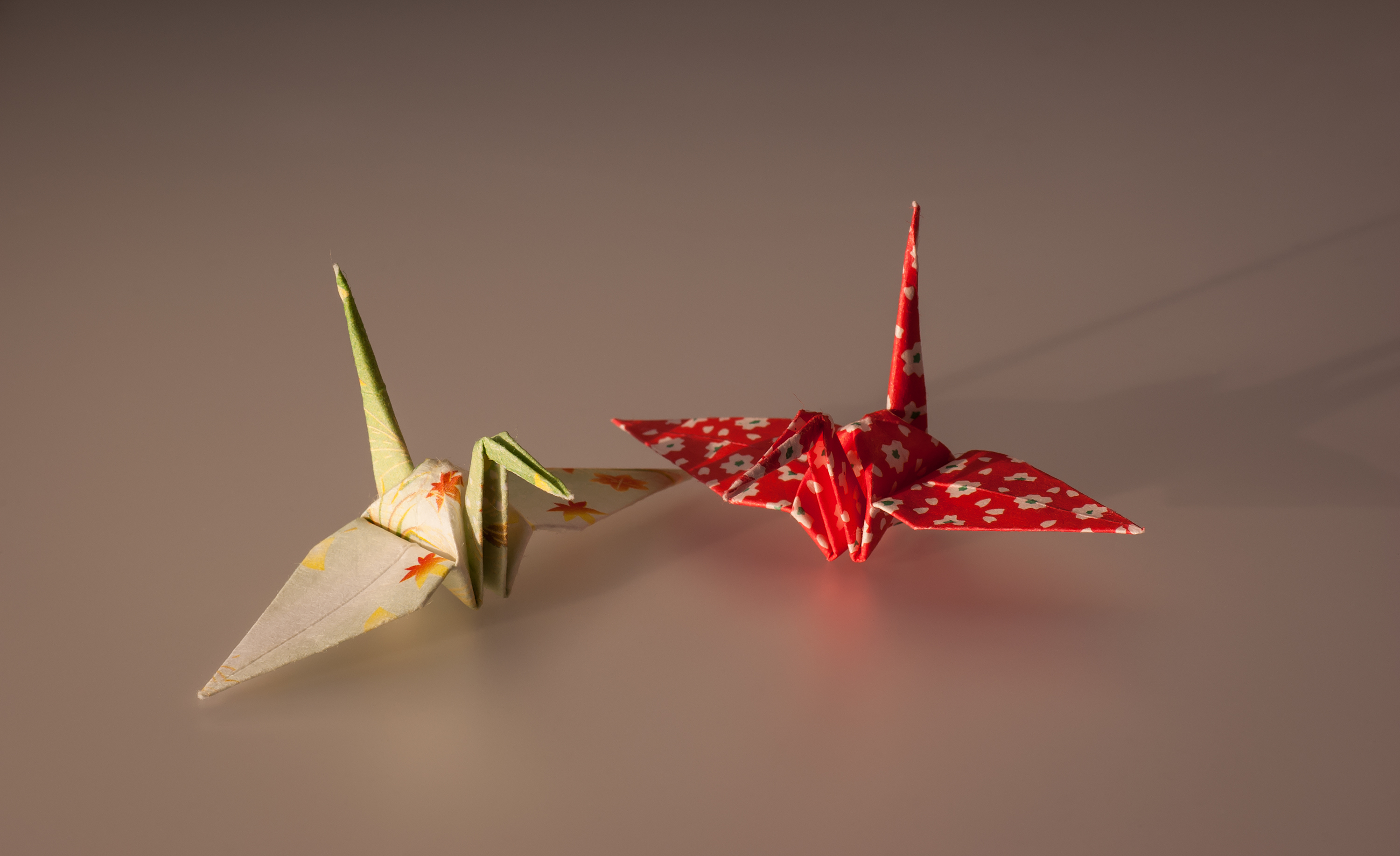
紙鶴

紙鶴（日语：／ orizuru）是用正方形紙摺成、形似鶴的摺紙作品。它是目前最流行的摺紙作品之一，也是日本流傳許多世代的摺紙作品，折法也簡單。許多摺紙的書都有收錄，是一件適合初學者製作的摺紙作品。它常用作象徵性包裝或餐廳餐桌裝飾，有時也用作數學模型。紙鶴在日本文化中具有特殊意義。

## 歷史
最早記載紙鶴的文獻出現在日本江戶時代，在井原西鶴於1682年出版的《好色一代男》中有提到主人公世之介用紙折些有意思的東西，並說“比翼雙飛的鳥兒就是這樣”。。但由於它只有文字，沒有圖樣，目前尚不清楚是什麼樣的摺紙如“比翼雙飛的鳥兒”。於1700年發表的《當流七寶 常盤雛形》則清楚地描繪了紙鶴。在一節“紙鶴落葉”範本中121號，有紙鶴與和服的圖案。

## 世界紀錄
世界上最大的紙鶴：2009年8月29、30日，民間社會組織在廣島建造了兩翼長81.94米、高36米的紙鶴。由大約1000名學生在广岛修道大学的停車場製作，並使用了起重機。已被世界紀錄認證為世界上最大的紙鶴。

## 紙鶴的摺法
紀錄紙鶴摺紙的方法有很多種，下面示範四種記錄方式：文字敘述、傳統摺紙步驟圖、吉澤章-蘭德列特系統與影片記錄。
1. 首先取一張正方形紙，開始摺。把紙的左上角和右下角（或右上角和左上角）重合，摺成一個大三角形。
2. 把它的兩個銳角重合，摺成一個小三角形。
3. 然後抓住小三角形的高（幾何術語）向外拉。
4. 再抓住這個摺成梯形的紙的高（也是幾何術語）向外拉，又折成了梯形。
5. 然後抓住梯形的高再向外拉，拉到一定程度時向裡一折，變成了正方形。
6. 把正方形的上面摺過來到中線，另一邊也這樣摺。
7. 翻過來，也這樣摺。
8. 摺了四次後，把左右兩邊翻開，把下端向上摺，摺成翅膀。
9. 最後取上端一部分向下案，摺成頭。

紙鶴摺紙步驟圖：

紙鶴的摺法
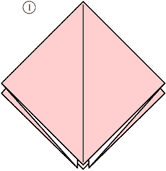
先摺出正方基本形
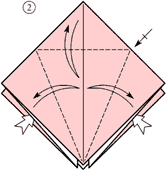
打摺痕
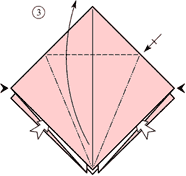
向上拉開
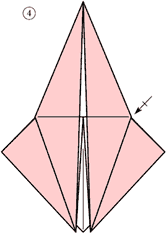
背面亦同
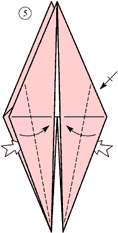
拉開折向中心線
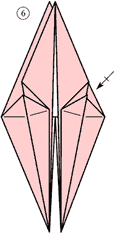
背面亦同
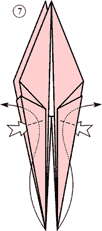
兩側中分摺（日语：折りの技法）
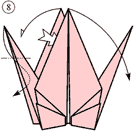
中分摺（日语：折りの技法）摺出紙鶴頭部，左右兩側拉開，做出翅膀

以吉澤章-蘭德列特系統表示的紙鶴摺法

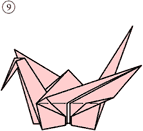
完成

## 外部連結
- 秘傳千羽鶴折形（日本摺紙學會） （页面存档备份，存于）